# Kuai ba wo ge dai zou
Kuai ba wo ge dai zou (chinois simplifié : 快把我哥带走 ; pinyin : Kuài bǎ wǒ gē dài zǒu ; litt. « Emmenez vite mon frère ») est une série de manhua comique écrite et dessinée par You Ling (chinois simplifié : 幽·灵 ; pinyin : Yōu Líng). Elle est publiée en ligne sur la plateforme chinoise Kuaikan Manhua depuis 25 janvier 2020, où elle a cumulé plus 500 millions de vues en mars 2017. L'histoire suit les frères et sœurs Shi Fen et Shi Miao dans diverses situations de leur quotidien.
Une adaptation japonaise en une série télévisée d'animation, intitulée Ani ni tsukeru kusuri wa nai! (兄に付ける薬はない！), est produite par Fanworks et Imagineer. Des adaptations en film live action et en drama sont sorties en Chine en 2018. À l'étranger, le drama est diffusé par Netflix sous le titre Take My Brother Away.

## Personnages
Shi Fen (chinois simplifié : 时分 ; pinyin : Shí Fēn) / Shīfun (シーフン)
Voix japonaise : Yūichi Nakamura
Le frère aîné, Shi Fen est en première année au lycée. Il est parfois battu par sa sœur à cause de ses bêtises.
Shi Miao (chinois simplifié : 时秒 ; pinyin : Shí Miǎo) / Shīmyo (シーミョ)
Voix japonaise : Sora Amamiya
La sœur cadette, Shi Miao, est en troisième année au collège. Sa spécialité est le sport.
Zhen Kaixin (chinois simplifié : 甄开心 ; pinyin : Zhēn Kāixīn) / Kaishin (カイシン)
Voix japonaise : Kenshō Ono (ja)
Le meilleur ami de Shi Fen. Shi Miao en est amoureuse.
Miao Miao (chinois simplifié : 妙妙 ; pinyin : Miào Miào) / Myōmyō (ミョウミョウ)
Voix japonaise : Chitose Morinaga (ja)
Le meilleur ami de Shi Miao.
Wan Sui (chinois simplifié : 万岁 ; pinyin : Wàn Suì) / Banzai (バンザイ)
Voix japonaise : Natsuki Hanae
Un jeune fortuné qui a changé plusieurs fois d'écoles pour que les gens ne le regardent pas uniquement pour son argent. Il devient le meilleur ami de Shi Fen et Kaixin. Il aime Shi Miao.
Wan Xing (chinois simplifié : 万幸 ; pinyin : Wàn Xìng) / Banshin (バンシン)
Voix japonaise : Natsuki Hanae
Le petit frère de Wan Sui.

## Manhua
Écrit et illustré par You Ling, le manhua est publié en ligne sur la plateforme Kuaikan Manhua. Des chapitres sont compilés et édités dans deux volumes publiés par la China Friendship Publishing Company. Le web manhua a été lu plus de 500 millions de fois en Chine.

### Liste des volumes
| no | Chinois           | Chinois           |
| no | Date de sortie    | ISBN              |
| -- | ----------------- | ----------------- |
| 1  | 25 septembre 2015 | 978-7-5057-3587-3 |
| 2  | 8 septembre 2016  | 978-7-5057-3797-6 |

## Anime
Une adaptation en anime de 12 épisodes par le studio d'animation Fanworks avec Imagineer a été diffusée sur Tokyo MX du 7 avril au 23 juin 2017 avec des épisodes d'un durée moyenne de 3 à 4 minutes. Le générique d'ouverture est interprétée par Brian The Sun et la chanson est intitulée Sunny Side Up.   
La deuxième saison comprend 24 épisodes qui ont été diffusés du 9 juillet au 17 décembre 2018. L'auteur du générique d'ouverture est Youkemao (佑可貓) et la musique est intitulée Let Him Go!!. 
Une troisième saison de 12 épisodes a été diffusée du 7 octobre au 23 décembre 2019. Le générique d'ouverture est interprété par Yue Wang (王玥) et la musique est intitulée Jinji de qingchun (chinois simplifié : 进击的青春 ; pinyin : Jìnjī de qīngchūn ; litt. « L'Attaque des Jeunes »).
Une quatrième saison de 12 épisodes a été diffusée du 5 août 2020 au 14 octobre 2020 sur Tencent Video en Chine et diffusée du 2 octobre 2020 au 18 décembre 2020 sur Tokyo MX au Japon. Le générique d'ouverture de cette quatrième saison est Come on youth interpreté par Yue Wang (王玥) et Hesen Mori (鹤森Mori).

## Drama
Une adaptation en drama de 30 épisodes est diffusée en Chine sur la plateforme Tencent Video le 28 juin 2018 avec Zeng Shunxi (曾舜晞) jouant le rôle de Shi Fen et Sun Qianzhu (孙千主) interprétant Shi Miao,. Netflix diffuse le drama à l'étranger.

## Film en prise de vues réelles
Une adaptation en Film en prise de vues réelles, produite par Wanda Pictures et distribuée par Wuzhou Film Distribution, est sortie en Chine le 17 août 2018. Peng Yuchang (彭昱暢) et Zhang Zifeng (张子枫) jouent respectivement le rôle de Shi Fen et Shi Miao.

### Œuvres
Édition chinoise
Manhua Kuai ba wo ge dai zou
1. 1 2  (zh) « 快把我哥带走 平装 – 2015年10月1日 », sur Amazon (consulté le 17 octobre 2020)
2. 1 2  (zh) « 快把我哥带走2 平装 », sur Amazon (consulté le 17 octobre 2020)